# New York Liberty 1998
La stagione 1998 delle New York Liberty fu la 2ª nella WNBA per la franchigia.
Le New York Liberty arrivarono terze nella Eastern Conference con un record di 18-12, non qualificandosi per i play-off.

## Roster
| N° | Naz.                   | Ruolo | Sportivo            | Anno | Alt. | Peso |
| -- | ---------------------- | ----- | ------------------- | ---- | ---- | ---- |
| 4  | Stati Uniti (bandiera) | G     | Coquese Washington  | 1971 | 168  | 63   |
| 5  | Stati Uniti (bandiera) | GA    | Kisha Ford          | 1975 | 178  | 69   |
| 11 | Stati Uniti (bandiera) | G     | Teresa Weatherspoon | 1965 | 173  | 73   |
| 13 | Stati Uniti (bandiera) | G     | Sophia Witherspoon  | 1969 | 178  | 66   |
| 14 | Spagna (bandiera)      | C     | Elisabeth Cebrián   | 1971 | 196  | 86   |
| 23 | Stati Uniti (bandiera) | A     | Sue Wicks           | 1966 | 191  | 79   |
| 31 | Bulgaria (bandiera)    | A     | Albena Brănzova     | 1971 | 193  | 82   |
| 33 | Stati Uniti (bandiera) | AC    | Trena Trice         | 1965 | 188  | 82   |
| 34 | Stati Uniti (bandiera) | C     | Kym Hampton         | 1963 | 188  | 95   |
| 43 | Stati Uniti (bandiera) | A     | Alicia Thompson     | 1976 | 185  | 82   |
| 50 | Stati Uniti (bandiera) | C     | Rebecca Lobo        | 1973 | 193  | 84   |
| 55 | Stati Uniti (bandiera) | A     | Vickie Johnson      | 1972 | 175  | 68   |

## Staff tecnico
- Allenatore: Nancy Darsch
- Vice-allenatori: Pat Coyle, Melissa McFerrin